# Lasiocyano sazimai
Lasiocyano sazimai  (Synonym Pterinopelma sazimai) ist eine Webspinne aus der Familie der Vogelspinnen (Theraphosidae). Die englischsprachigen Bezeichnungen der brasilianischen Art lauten „Brazilian Blue (Tarantula)“, „Iridescent Blue (Tarantula)“ oder „Sazima's Tarantula“. Lasiocyano sazimai wurde nach dem brasilianischen Zoologen Dr. Ivan Sazima benannt. Für die Art wurde im Jahr 2023 von Galleti-Lima, Hamilton, Borges & Guadanucci eine eigene Gattung errichtet.

## Merkmale
Lasiocyano sazimai erreicht eine Körperlänge von 50 bis 60 Millimetern und eine Beinspannweite von 140 bis 160 Millimetern. Sie zählt damit zu den mittelgroßen Vogelspinnen. Die Art verfügt über Brennhaare und wird somit zu den bombardierfähigen Vogelspinnen gerechnet. Wie bei vielen Spinnen einschließlich Vogelspinnen existiert auch bei Lasiocyano sazimai ein deutlicher Dimorphismus.

### Weibchen
Ein ausgewachsenes Weibchen von Lasiocyano sazimai besitzt eine schwarze Grundfärbung, erscheint aber durch Irisierung (Brechung und Interferenz des Lichts) größtenteils metallisch blau.
Der Holotyp wird wie folgt beschrieben: Der Carapax (Rückenschild des Prosomas, bzw. Vorderkörpers) besitzt eine Länge von 22,18 und eine Breite von 19,71 Millimetern und ist mit einer Fläche kurzer und schlanker Setae (Härchen) versehen, aus denen einzelne längere Setae herausstechen. Der auf dem Carapax befindliche Kopfbereich erscheint angehoben und die Streifen erscheinen tief. Die Fovea (Einfaltung der Cuticula, bzw. des Exoskeletts) ist tief und von gerader Form und 2,74 Millimeter breit. Der auf dem Carapax befindliche und für Vogelspinnen typische Augenhügel mitsamt den Augen besitzt folgende Maße in Millimetern: 1,09 × 2,21 × 3,07, wovon der Clypeus (schmaler Abschnitt zwischen dem vorderen Augenpaar und dem Rand des Carapax) 0,55 einnimmt. Die acht Augen sind in zwei Reihen gegliedert, von denen die vordere stärker gebogen ist als die hintere.
Die Pedipalpen (umgewandelte Extremität im Kopfbereich bei Spinnentieren) des Weibchens sind mit Stacheln versehen. Die daran befindlichen Maxillen des Weibchens besitzen eine Maße von der Länge bis zur Breite von 1,59 Millimetern und auf der Unterseite etwa 100 bis 200 kleine Höcker, ein Lyraförmiges Organ (Sinnesorgan bei Spinnen) fehlt. Das Labium weist eine Länge von 2,74 und eine Breite von 3,35 Millimetern auf. Es ist mit 155 kleinen Höckern versehen, die im vorderen dritten Zentrum um weniger als einen Durchmesser voneinander beabstandet sind. Die Furche zwischen Labium und Sternum (ventrales Schild des Prosomas) ist tief und flach und ohne erkennbare Sigillen. Das Weibchen von Lasiocyano sazimai verfügt über zwei Spermatheken (Spermavorratstaschen), die durch einen stark sklerotisierten (verhärteten) kurzen Bereich voneinander getrennt sind. Die Cheliceren (Kieferklauen) erreichen beim Weibchen eine Länge von 9,39 Millimetern. Ihnen fehlt ein Rastellum und die basalen Segmente sind mit 11 und 10 Chelicerenzähne am Rand der beider Cheliceren versehen. Das Sternum ist 10,53 Millimeter lang und 6,87 Millimeter breit und hinten gerundet, wodurch die Coxae (Hüftglieder) des vierten Beinpaares und das Sternum, deutlich verschmolzen erscheinen, anders als bei den anderen Beinpaaren. Das Sternum verfügt über drei Paar Sigillen, die alle von gerundeter Form sind und sich weniger als einen Millimeter entfernt vom Rand des Sternums befinden.
Die Coxae selber sind mit mehreren weichen Setae versehen. Die Beine sind mit schwarzen kurzen und langen goldenen Setai versehen. Die Femura (Schenkel), die Tibien (Beinschienen) und die dazwischen befindliche Patella (bei Kieferklauenträgern vorhandenes Glied der Beine und der Pedipalpen) sind auf der Oberseite mit blassen Ringen und die Patella zusätzlich mit mehreren unauffälligen Streifen versehen. Die Tarsen (Fußglieder) aller Beinpaare sind allesamt mit einer Scopula (dichte Behaarung) versehen, wobei der des vierten Paares anders als die des dortigen Metatarsus, die dort ein Fünftel von dessen Oberfläche einnimmt. durch eine Reihe von Setae geteilt ist. Hingegen sind die Metatarsen der Beinpaare eins und zwei vollständig mit einer Scopula bedeckt. Eine weitere Scopula bedeckt etwa ein Drittel der Distalseite des Metatarsus des dritten Beinpaares. Teile der Beine sind mit Stacheln versehen.
Der Opisthosoma (Hinterleib) des weiblichen Holotyps besitzt eine Länge von 23,10 und eine Breite von 19,71 Millimetern. Auffällig sind die roten Setae auf dem Abdomen, die hier deutlich herausstechen. Die Spinnwarzen besitzen eine Länge von je 2,12, eine Breite von 1,09 und einen Abstand zur anderen Warze von 1,20 Millimetern.

### Männchen
Das Männchen ähnelt dem Weibchen der Art, unterscheidet sich aber von diesem besonders durch den weniger kräftig aufgebauten Körper und durch die weniger ausgeprägte Irisierung, die auch bei Jungtieren auftritt, obgleich diese selten aber auch durch die Irisierung die gleiche Farbintensität des Weibchens aufweisen können.
Beim männlichen Holotyp ist der Carapax 16,46 Millimeter lang und 16,03 Millimeter breit und gleicht vom Aufbau weitestgehend dem des Weibchens, allerdings besitzt seine Fovea eine Breite von 3,21 Millimetern. Der Augenhügel ist 0,77 Millimeter hoch, 2,17 Millimeter breit und 2,68 Millimeter hoch. Der Clypeus besitzt hier eine einnehmende Maße von 0,64 Millimetern. Die an den Pedipalpen befindlichen Bulbi (männliche Geschlechtsorgane) sind bei Lasiocyano sazimai birnenförmig, der Embolus von langer und schmaler Form und im distalen Bereich (von der Körpermitte entfernt) seitlich leicht abgeflacht. Hier sind zusätzlich prolateral (nach vorne gerichtete Seite) angelegte Kiele vorhanden, wobei diese Kiele distal die Emboluskante bilden. Die Maße der Maxillen des Männchens besitzen eine Maße von der Länge bis zur Breite reichend von 1,92 Millimetern und das Labium besitzt eine Länge von 2,33 und eine Breite von 2,54 Millimetern und etwa 90 Höcker. Die Cheliceren des Männchens gleichen überwiegend denen des Weibchens, sie besitzen hier allerdings eine Länge von 7,14 Millimetern und die Anzahl der Zähne beträgt durchgehend 11. Das Sternum weist eine Länge von 7,51 und eine Breite von 6,25 auf.
Beim Männchen verfügen lediglich die Metatarsen des dritten Beinpaares über eine Scopula, die hier etwa die Hälfte der Fläche bedeckt. Auch sind beim Männchen die Extremitäten mit Stacheln versehen, deren Aufteilung sich allerdings von der des Weibchens unterscheidet. Die Tibien des ersten Beinpaares besitzen beim Männchen eine Apophyse (Ausstülpung des Außenskeletts bei Gliederfüßern) mit je zwei geraden Verzweigungen, die von der gemeinsamen Basis ausgehen und retrolateral (auf der Seite befindlich und nach hinten gerichtet) am längsten erscheinen. Die Metatarsen des ersten Beinpaares sind stark gebogen und berühren im eingefalteten Zustand die Apophyse der Tibien des gleichen Beinpaares. Das Opisthosoma ist beim männlichen Holotyp 15,37 Millimeter lang und 9,64 Millimeter breit. Die Spinnwarzen sind hier 2,04 Millimeter lang, 0,91 Millimeter breit und besitzen einen Abstand von je 0,69 Millimetern voneinander.

### Ähnliche Arten
Lasiocyano sazimai ähnelt der nah verwandten Art Pterinopelma vitiosum. Von dieser unterscheidet sie sich u. a. besonders durch die bei L. sazimai vorhandene und bei P. vitiosum fehlende Irisierung und durch die schwächer ausgeprägten Kiele der Bulbi, die dem Männchen von P. vitiosum fehlen. Ein weiterer Unterschied ist die Beschaffenheit der Brennhaare beim Weibchen und das bei Tieren dieses Geschlechts länger als breit ausfallende Sternum, was bei Weibchen von P. vitiosum nicht der Fall ist.

## Vorkommen
Lasiocyano sazimai wurde bislang im östlichen Brasilien und dort in den Bundesstaaten Minas Gerais und Bahia einschließlich dem Nationalpark in dem dortigen Gebirge Chapada Diamantina nachgewiesen. Bei den Fundorten handelt es sich um hochgelegene (900 Meter über dem Meeresspiegel), vegetationsarme und felsenreiche Gebiete mit extremen Wetterschwankungen, darunter die Tafelberge der Chapada Diamantina. Lasiocyano sazimai teilt sich ihren Lebensraum mit anderen Vogelspinnen der Art Dolichothele rufoniger (Guadanucci 2007) und weiteren der Gattung Lasiodora.

### Bedrohung und Schutz
Wie einige Vogelspinnen wird auch Lasiocyano sazimai aufgrund ihrer Beliebtheit in der Terraristik (s. Kapitel „Terraristik“) nicht selten auf illegalem Wege von ihrem Habitat aus in andere Kontinente exportiert, was die Bestände der Art nicht zuletzt aufgrund ihres kleinen Lebensraums bedroht. Von der IUCN wird der Bestand von Pterinopelma sazimai nicht gewertet.

## Lebensweise
Lasiocyano sazimai zählt zu den bodenbewohnenden Vogelspinnen und gräbt Wohnröhren. In diesen lauert sie auch auf vorbeikommende Beutetiere. In ihrem natürlichen Lebensraum versteckt sich die Spinne aber nicht selten stattdessen unter Steinen, da in dem gebirgigen Habitat aufgrund des vornehmlich felsigen Bodens die Möglichkeit zum Anlegen einer Wohnröhre häufig nicht gegeben ist. Bei Begegnung mit einem Fressfeind versucht die wenig aggressive Art in erster Linie zu fliehen, zögert aber nicht, Feinde mit Brennhaaren zu bombardieren. Lasiocyano sazimai hält anders als andere Vogelspinnen, die in Gebieten mit jahreszeitlichen Klimaschwankungen vorkommen, keinen Winterschlaf, die Aktivität ist aber von der Jahreszeit einschließlich der zu der Zeit vorherrschenden Wetterlage abhängig. In der von September bis April andauernden Regenzeit ist die Aktivität der Art am höchsten, während die Spinne in der zwischen August bis Oktober stattfindenden Trockenzeit deutlich inaktiver wird. Die wärmste Periode im Vorkommensgebiet der Art ist die Zeit zwischen den Monaten Oktober und Mai, wo die Temperatur auf bis zu 35 °C ansteigen kann. Die kälteste Periode ist zwischen Juli und September zu verzeichnen, wo die Temperatur nachts auf 10 °C absinken kann.

### Fortpflanzung
Das Fortpflanzungsverhalten von Lasiocyano sazimai ist bislang wenig erforscht und überwiegend in Gefangenschaft (dort besonders im Bereich der Terraristik) beobachtet worden. In der Terrarienhaltung hat sich eine Verpaarung in der Zeit der Jahreswende (Dezember oder Januar) bewährt. Dies dürfte daran liegen, dass zu dieser Zeit in ihrem natürlichen Habitat die Temperatur und Luftfeuchtigkeit am höchsten sind und dies eine Paarungszeit ermöglicht (s. Kapitel „Lebensweise“). Vier Wochen nach der Paarung fertigt das Weibchen einen Eikokon an, in dem sich etwa 600 bis 1000 Eier befinden. Die maximale Lebensdauer von Lasiocyano sazimai beträgt 20 Jahre.

## Terraristik

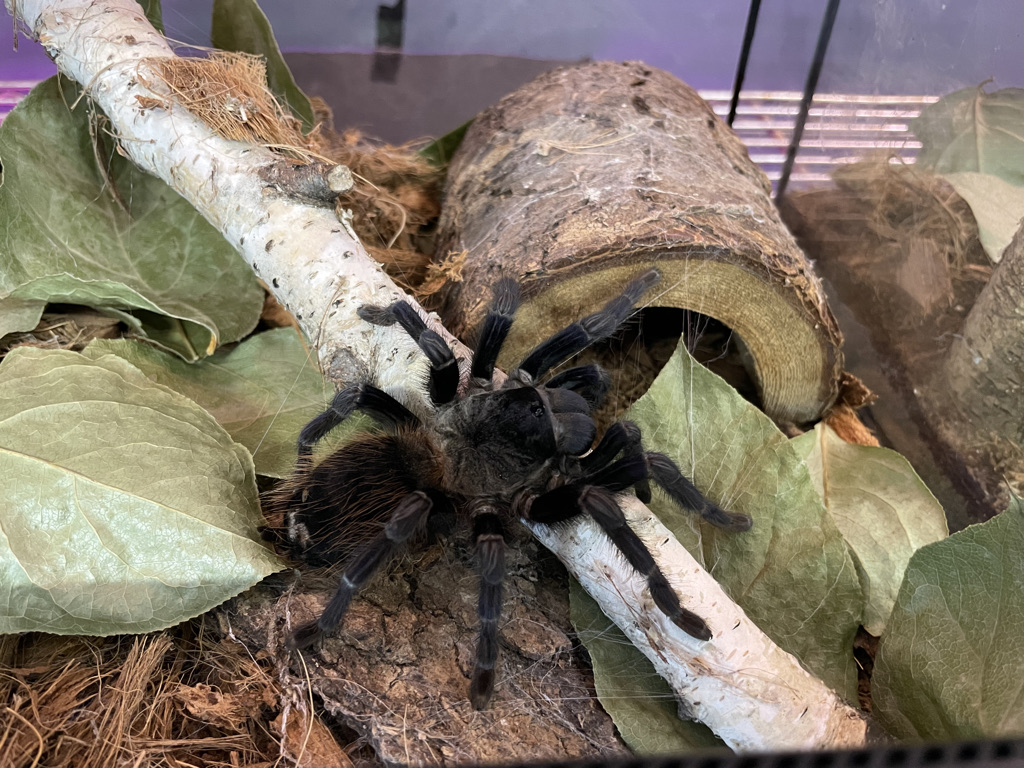
Lasiocyano sazimai im Entomica Insectarium, Kanada

Bedingt durch ihr optisches Erscheinungsbild ist Lasiocyano sazimai wie viele andere Vogelspinnen ein beliebtes Heimtier in der Terraristik. In diesem Bereich wird eine Haltung der Art auch dadurch attraktiv, dass sich die Spinne vergleichsweise friedlich gegenüber dem Halter verhält. Für eine erfolgreiche Haltung sollte allerdings das jahreszeitlich schwankende Klima einschließlich Temperatur und Luftfeuchtigkeit im ursprünglichen Verbreitungsgebiet der Art simuliert werden. Von Lasiocyano sazimai werden auch Nachzuchten aus der Terrarienhaltung angeboten.

## Systematik und Forschungsgeschichte
Der Erstfund von Lasiocyano sazmai geht auf den brasilianische Zoologen Ivan Sazima zurück, der die Art 1971 in dem brasilianischen Bundesstaat Minas Gerais entdeckte. Seitdem hat er zusammen mit der ebenfalls aus Brasilien stammenden Arachnologin Sylvia Marlene Lucas ein Exemplar von Lasiocyano sazimai im Instituto Butantan erforscht. Dieses starb jedoch nach etwa zehn Jahren innerhalb der bis dahin andauernden Forschung, ohne dass Sazima und Lucas die Erstbeschreibung der Art vollendet hatten, was dann 2011 durch Rogério Bertani, Roberto Hiroaki Nagahama und Caroline Sayuri Fukushima erreicht wurde. Mit dem Artnamen sazimai soll der in Prag geborene tschechoslowakisch-brasilianische Zoologe Ivan Petr Sazima geehrt werden. Auf ihn gehen zahlreiche Erstbeschreibungen von Fröschen und Schlangen aus Süd- und Nordamerika sowie Erkenntnisse in der Bestäubungsbiologie durch Wirbeltiere zurück.
Im Jahr 2023 wurde für diese Vogelspinne, damals noch unter dem Namen Pterinopelma sazimai, im Rahmen von molekularbiologischen und phylogenetischen Untersuchungen eine eigene neue Gattung errichtet, die ihrer Einmaligkeit Rechnung trägt. Außerdem ergaben Untersuchungen, dass die Gattung Lasiocyano am nächsten mit den Gattungen Pterinopelma, Lasiodora, Nhandu sowie Vitalius verwandt ist.
Lasiocyano sazimai wurde überdies vom International Institute for Species Exploration (IISE) noch unter dem früheren Namen Pterinopelma sazimai als eines der jeweils 10 Tiere des Jahres 2012 gekürt.